# Радзивил, Светлана Михайловна
Светла́на Миха́йловна Радзиви́л (узб. Svetlana Mixaylovna Radzivil; род. 17 января 1987 года) — легкоатлетка Узбекистана, специализирующаяся в прыжках в высоту. Заслуженная спортсменка Республики Узбекистан (2019).

## Карьера
Начала заниматься лёгкой атлетикой в родном Ташкенте. Сначала была многоборкой. Но позже сконцентрировалась на прыжках в высоту.
Первым крупным стартом для Светланы был юниорский чемпионат мира 2002 года в Кингстоне, где узбекская спортсменка с результатом 1,70 была лишь 19-й. Но на континентальном юниорском первенстве 2002 года Света была четвёртой с результатом 1,76.
Первой медалью на международном уровне стало серебро юниорского чемпионата Азии 2004 года.
В 2006 году Светлана выигрывает три золотых награды — на зимнем чемпионате Азии, юниорском чемпионате Азии и мировом чемпионате среди юниоров. Здесь ей уже покорялась высота 1,90.
В 2008 году Света принимает участие в пекинской Олимпиаде, но заканчивает выступления на высоте 1,89 лишь на 18-й позиции.
На чемпионате мира 2009 года в Берлине оказывается 21-й с тем же результатом 1,89.
В 2009 году становится бронзовой призёркой чемпионата Азии. А в следующем году побеждает на Азиатских играх с результатом 1,95.
В 2011 году выигрывает серебро чемпионата Азии. Но на чемпионате мира становится восьмой.
В олимпийском 2012 году становится восьмой на зимнем чемпионате мира. Но при этом получает олимпийскую лицензию. В Лондоне на Олимпиаде Светлана прыгает на 1,97 — но это лишь седьмой результат.
В 2013 году снова второе место на чемпионате Азии.
В 2014 году становится победителем зимнего чемпионата Азии, прыгнув на 1,96 (личный рекорд в помещении). На зимнем чемпионате мира Светлана с результатом 1,88 становится лишь 14-й. В октябре 2014 года побеждает на Азиатских играх с результатом 1,94.
В 2015 году становится чемпионкой Азии. Участвуя в пекинском чемпионате мира, Светлана показала 9-й результат — 1,88.
В 2018 году в третий раз становится чемпионкой Азиатских игр. При этом устанавливает рекорд соревнований — 1,96.
22 декабря 2019 года Светлана Радзивил была избрана в Ташкентский городской Кенгаш народных депутатов.

## Рекорды
В 2006 году установила молодёжные рекорды Узбекистана — 1,91 м — 12.02.2006 (в манеже) и 20.08.2006 (на стадионе).
В 2008 году Светлана повторила рекорд Азии (1,98 м), но в 2009 году Марина Аитова улучшила рекорд до 1,99 м. Сейчас личный лучший результат Светланы совпадает в рекордом Узбекистана, установленным в 1984 году Людмилой Бутузовой.
В 2018 году обновила рекорд Азиатских игр — 1,96 м.

## Государственные награды
- Медаль «Шухрат» (2007)[4]
- Орден «Дустлик» (2013)[5]
- Заслуженный спортсмен Республики Узбекистан (2019)[6]